# De-Kastri
De-Kastri – osiedle typu wiejskiego w Rosji, w Kraju Chabarowskim. W 2010 roku liczyło 3238 mieszkańców.